# Servizio ferroviario metropolitano di Varsavia
Il servizio ferroviario metropolitano di Varsavia (in polacco Szybka Kolej Miejska w Warszawie) è il servizio ferroviario metropolitano che serve la capitale polacca.
È gestito dalla società Szybka Kolej Miejska Sp. z o.o., appartenente alle ferrovie nazionali PKP.

## Rete
La rete è composta di quattro linee:
- S1 Pruszków-Otwock[2]
- S2 Warszawa Lotnisko Chopina-Sulejówek Miłosna[3]
- S3 Warszawa Lotnisko Chopina-Wieliszew[4]
- S9 Warszawa Zachodnia-Wieliszew[5]